# Magyarbóly
Magyarbóly (németül: Ungarischbohl, szerbül: Мађарбоја) község Baranya vármegyében, a Siklósi járásban.

## Fekvése
Baranya vármegye dél-délkeleti részén, a Karasica-patak mellett fekvő település. Villány 4,5 kilométer, Beremend 8,5 kilométer, Pócsa 9 kilométer, Borjád 11,5 kilométer, Bóly 17,5 kilométer, Mohács 30,5 kilométer távolságra található.
A szomszédos települések: észak felől a Villányhoz tartozó Virágos, északkelet felől Márok, délkelet felől Kislippó, dél felől Lapáncsa, délnyugat felől Lapáncsa, északnyugat felől pedig Villány városa.

### Megközelítése
Legfontosabb közúti megközelítési útvonala az 5702-es út, ezen érhető el Villány és Mohács térsége felől is. Beremenddel az 5706-os út kapcsolja össze.
Áthalad a településen a Pécs–Villány–Magyarbóly-vasútvonal, melynek itt vasúti határátkelőhelye van Horvátország (Pélmonostor) felé. A vonal itteni állomása az ország legdélibb fekvésű, személyforgalmat is ellátó vasútállomása (a ténylegesen legdélibb állomás a Beremendi Cementgyár teherállomása). A magyarbólyi vasútállomás a település belterületének délnyugati szélén helyezkedik el, közúti elérését az 5706-os útból kiágazó 57 304-es számú mellékút biztosítja.

## Nevének eredete
Neve Anonymus krónikája szerint az Ete törzséhez tartozó Boja vezér földjére utal. A falu korábbi nevei: Bója, Bój, Magyarbólya.

## Története
A település és környéke már az ókorban is lakott hely volt, amit az itt talált római kori leletek is bizonyítanak.
Magyarbóly neve először 1287-ben tűnik fel az oklevelekben, ekkor Boyad alakban írták. A falu hosszú ideig a Bólyai család birtoka volt, majd a Kórógyiak lettek birtokosai, a Kórógyi család alapítása volt az itteni ferences rendi kolostor is, mely hosszú évtizedekig működött itt. A 15. században a környék híres volt borairól és kereskedelméről, de a fellendülést a török megszállás és később a Rákóczi-szabadságharc időszaka megtörte, ugyanis utóbbi után a település elnéptelenedett.
Az 1696-os évek körül, a törökök kiűzése után a település szerb hűbérbirtok lett. 1751-ben is sok szerb élt a faluban, de templomuk csak 1807-ben épült föl. 1803 és 1830 között tolnai evangélikus sváb telepesek érkeztek a faluba. A falu első evangélikus lakosa Hoch János korábbi bátaapáti lakos volt. 1823-ban Eszterházy Nepomuk János gróf Tolna vármegyéből az oda betelepült hesseni és württenbergi evangélikus német munkásokat kért, akiket Magyarbólyba, Kácsfaluba, Ivándárdára és Bolmányba telepített le.
1820-ban építették föl első imaházukat, amit oktatási célra is használtak. A település sokáig a környék evangélikusságának a központja volt. Az 1790-es években római katolikus svábok is költöztek a faluba. A környékbeli sváb lakosság többségének ellensúlyozására 1939–40-ben a kelet-magyarországi területekről, a Szabolcs vármegyei Vaja faluból érkeztek vajai telepesek a községbe, így az 1940-es évek közepére Magyarbóly egy soknemzetiségű falu lett.
Az 1848–49-es forradalom és szabadságharc idején helyi fiatalok csatlakoztak a Nyárádi szabadcsapatokhoz, akiknek a Dráva-vidék védelme volt a feladatuk.
Az 1850-es évekre az evangélikus imaház állapota leromlott, ezért templomépítésbe kezdtek. 1858. október 10-én Wollmuth Lipót helyettes püspök szentelte föl az új templomot.
1910-ben 1497 lakosa volt, melyből 347 fő magyar, 815 fő német, 323 fő szerb, 4 fő horvát, 1 fő oláh és 7 fő egyéb anyanyelvű volt. A lakosok közül 858 fő tudott magyarul. A település a 20. század közepéig Baranya vármegye Baranyavári járásához tartozott.
1918-1921 között a falu szerb megszállás alá került, több atrocitás is érte a helyieket. 1921. augusztus 26-án hagyta el az utolsó szerb katona a falut. A helyi szerbek azonban nem hagyták el a falut. A 2011-es népszámlálás szerint 40 szerb élt itt.
Vértesi Zoltán 1940-ben így ír a faluról a Magyarbólyi evangélikus egyházközség és filiái története című könyvében:
„Magyarbóly község, Baranya megyében, a baranyai járásban, a Pécs-eszéki vasútvonal mentén fekszik, a villányi és nagyharsányi hegyektől kb. 7, Mohácstól 30 km. távolságra. A falu hoszszában folyik a kis Karassa (Karasica) csatorna, mely a pécsváradi hegyekben ered és a Dunába ömlik. Van vasút, posta-távirda, távbeszélő, autóbusz állomása, villanyvilágítása, körjegyzője, körorvosa, Stefánia otthona és egy Póth István és Társai tulajdonát képező modern gőzmalma. Jelenleg határállomás a trianoni-jugoszláviai határon és m. kir. vámőrsége, határrendőrsége, vámhivatala, csendőrsiége is van. A csonka járás székhelye jelenleg Villány és állampénztára Mohácson van.”
A második világháború után, 1946. május 21-én a németeket – az akkori politika kollektív bűnösségre hivatkozva – kitelepítették a faluból. Ezek többsége evangélikus volt, ezért a falu evangélikus templomának állapota folyamatosan romlott. Az 1990-es években önkormányzati és egyéb támogatásokból sikerült fölújítani.

## Közélete

### Polgármesterei
- 1990–1994: Korsós Ernő (FKgP)[15]
- 1994–1996: Korsós Ernő (független)[16]
- 1996–1998: Blázsovics Attila (független)
- 1998–2002: Blázsovics Attila (független)[17]
- 2002–2006: Blázsovics Attila (független)[18]
- 2006–2010: Blázsovics Attila (független)[19]
- 2010–2014: Blázsovics Attila (független)[20]
- 2014–2019: Blázsovics Attila (független)[21]
- 2019–2024: Busz Balázs (független)[22]
- 2024– : Busz Balázs (független)[1]

## Népesség
A település népességének változása:
| Lakosok száma | 945  | 954  | 936  | 881  | 865  | 909  | 894  | 901  |
|               | 2013 | 2014 | 2015 | 2019 | 2021 | 2022 | 2023 | 2024 |

A 2011-es népszámlálás során a lakosok 89,6%-a magyarnak, 0,8% cigánynak, 11% németnek, 4,1% szerbnek mondta magát (10,4% nem nyilatkozott; a kettős identitások miatt a végösszeg nagyobb lehet 100%-nál). A vallási megoszlás a következő volt: római katolikus 42,8%, református 20,5%, evangélikus 4,5%, görögkatolikus 1,1%, felekezeten kívüli 11% (17,8% nem nyilatkozott).
2022-ben a lakosság 90,5%-a vallotta magát magyarnak, 7,4% németnek, 6,3% szerbnek, 2,6% cigánynak, 0,2% románnak, 0,1-0,1% horvátnak, örménynek, ruszinnak és szlováknak, 1,1% egyéb, nem hazai nemzetiségűnek (8,6% nem nyilatkozott; a kettős identitások miatt a végösszeg nagyobb lehet 100%-nál). Vallásuk szerint 23% volt római katolikus, 15,7% református, 2,9% evangélikus, 0,7% ortodox, 0,3% görög katolikus, 0,8% egyéb keresztény, 0,7% egyéb katolikus, 11,6% felekezeten kívüli (44% nem válaszolt).

## Nevezetességei
- Az evangélikus templom 1854-ben készült el. Legértékesebb alkotása Madarász Viktor Utolsó vacsora című oltárképe.
- A református templom 1943-tól 1993-ig épült. 2012. november 10-én visszahelyezték az új toronysisakot, egy héttel később pedig behelyezik a sellyei református közösségtől kapott harangot is.[25]
- Katolikus templom
- Szent Lukács szerb templom, 1807-ben épült[4]

## Közlekedés
2018. december 9-től a magyarbólyi vasútállomásról naponta közlekednek vonatok Pélmonostorra.

## Itt született
- Iglódi István (Magyarbóly, 1944. április 29. – Budapest, 2009. december 3.) Kossuth-díjas magyar színész, rendező
- Fiatalkorában itt élt és végezte általános iskolai tanulmányait Kovács Levente közgazdász, egyetemi tanár, a Magyar Bankszövetség főtitkára
- Itt élt és járt általános iskolába Baktay Zelka pszichológus, tudományos kutató, író